# Martti Miettunen
Martti Miettunen, né le 17 avril 1907 à Simo et mort le 19 janvier 2002 à Helsinki, est un homme d'État finlandais, membre de la Ligue agrarienne (ML), devenue Parti du centre (Kesk),.

## Biographie
Martti Miettunen est le fils d'un petit exploitant agricole. 
Il a étudié l'agriculture et a travaillé comme agriculteur et conseiller agricole avant d'entrer en politique.
Martti Miettunen est député représentant du Parti agraire de 1945 à 1958, . 
Il a rapidement accédé à des postes de premier plan dans son parti. De 1946 à 1950, Miettunen a été secrétaire du parti de l'Union agraire. 
Dans les années 1950, il est ministre dans presque tous les gouvernements: ministre des Transports et des Travaux publics (Kekkonen I, Törngren, Kekkonen V) 1950–1951 et 1954–1956, ministre de l'Agriculture (Kekkonen II, Kekkonen III, Kekkonen IV, Fagerholm II, Sukselainen I, Fagerholm III, Koivisto I) 1951–1953, 1956–1957 et 1958–1959, et ministre des Finances (Törngren, Sukselainen) en 1957,,,,,,,,,,,.
Martti Miettunen est ministre dans les cinq gouvernements (Kekkonen I, Kekkonen II,  Kekkonen III, Kekkonen IV  et Kekkonen V) d'Urho Kekkonen dont il est devenu l'un des hommes les plus proches.
Martti Miettunen est Premier ministre à la tête des gouvernements Miettunen I, Miettunen II et Miettunen III du 14 juillet 1961 au 13 avril 1962 et du 30 novembre 1975 au 15 mai 1977.
Le Président de la République Urho Kekkonen lui a décerné le titre honorifique de conseiller d'État en 1977.